# Turism i Uganda
Turism i Uganda är fokuserad på Ugandas landskap och djurliv.
Turism kan användas för att bekämpa fattigdom i Uganda. Turismföretag anställer invånare som chaufförer, turismpoliser, spårare, guider, sekreterare etc. De ugandiska invånarna kan även skapa föremål såsom smycken och kläder samt konst som sedan säljs till turisterna.

## Historia
Vid slutet av 1960-talet hade Uganda en blomstrande turismnäring med 100,000 besökare varje år. Då var turismen Ugandas fjärde största inkomst källa av utländsk valuta. Turismnäringen tog slut i början av 1970-talet på grund av politisk instabilitet i landet. Vid slutet av 1980-talet hade Ugandas politiska klimat stabiliserats och landet var redo att återinvestera i turismen.
Dock så hade förlusten av det mångfaldiga djurlivet i tidigare populära safari-parker såsom Murchison Falls Nationalpark och Drottning Elizabeths Nationalpark bidragit till att flera turister valde att besöka liknande parker i Ugandas grannländer Kenya och Tanzania. Ugandas turismnäring valde då att uppmuntra till turism i deras tropiska regnskogar. En av grundstenarna i den nya turismindustrin blev Bwindis ogenomträngliga nationalpark som har närmare hälften av världens population av bergsgorillor.

## Statistik turism i Uganda
För närvarande samlar departementet för Ugandas turism, djurliv och härstamning in information samt statistik gällande turism i landet tillsammans med Ugandas turismnämnd. Det har varit en ökning av investeringar inom turism, framförallt inom reseförläggningar och relaterade byggnader, vilket i sig har förbättrat turisternas upplevelse av landet.
Äventyrsturism, ekoturism och kulturell turism utvecklas aktivt i Uganda. Cirka tre fjärdedelar av Ugandas turister kommer från andra afrikanska länder. Kenya, som gränsar till Uganda, är det land vars invånare mest besöker Uganda. De utgör nästan hälften av alla inresande turister till Uganda. Däremot är antalet turister från Tanzania, Rwanda, Kongo-Kinshasa och Sudan relativt lågt.
Då Uganda är ett kustlöst land, är det väldigt beroende av sina förbindelser genom Kenya för stora delar av landets transport. Internationella turister föredrar ibland att flyga till Nairobi innan de byter till flyg till Uganda, då det ofta anses billigare. År 2012 belönades Uganda med nummer 1 i Lonely Planets "Top Countries & Travel Destinations 2012"- Topp länder och resedestinationer 2012. Nedan är en tabell som visar besökare till Ugandas nationalparker mellan 2006 och 2010.
| National Parks                    | 2006    | 2007    | 2008    | 2009    | 2010    |
| --------------------------------- | ------- | ------- | ------- | ------- | ------- |
| Murchison Falls National Park     | 26,256  | 32,049  | 35,316  | 39,237  | 53,460  |
| Queen Elizabeth National Park     | 43,885  | 51,749  | 53,921  | 62,513  | 76,037  |
| Kidepo Valley National Park       | 959     | 795     | 1,633   | 2,924   | 3,208   |
| Lake Mburo National Park          | 12,508  | 14,264  | 16,539  | 17,521  | 20,966  |
| Rwenzori Mountains National Park  | 948     | 1,583   | 2,020   | 1,281   | 1,529   |
| Bwindi Impenetrable National Park | 10,176  | 9,585   | 10,362  | 11,806  | 15,108  |
| Mgahinga Gorilla National Park    | 2,071   | 2,676   | 3,303   | 1,886   | 3,328   |
| Semliki National Park             | 1,942   | 1,342   | 1,732   | 2,701   | 3,393   |
| Kibaale National Park             | 6,969   | 7,651   | 7,383   | 7,799   | 9,482   |
| Mount Elgon National Park         | 2,964   | 3,472   | 3,708   | 2,943   | 2,660   |
| Total                             | 108,678 | 125,166 | 135,917 | 150,611 | 189,171 |

## Turismattraktioner i Uganda
Uganda har ett väldigt varierat landskap, flora, fauna och kultur.

### Djurliv och ornitologi
Att se Ugandas djurliv är den största turismattraktionen i landet. Vilda djur såsom lejon, afrikanska bufflar, antiloper och elefanter är vanliga i Ugandas tio nationalparker. Uganda är ett av tre länder där det är möjligt att se de utrotningshotade bergsgorillorna. De andra två länderna är Rwanda och Kongo-Kinshasa.
Bergsgorillorna är den turistattraktion som lockar flest besökare till Uganda. En övervägande majoritet av dessa finns i Bwinidis nationalpark, med ytterligare några i Mgahinga Nationalpark, båda i sydvästra Uganda. I Bwindi har besökare fått se bergsgorillor sedan April 1993. Utvecklingen av turismen kring gorillorna och deras deras tillvänjning till människor sker väldigt försiktigt i och med risker för gorillorna, såsom mänskliga sjukdomar. Numera finns det knappt 880 individer kvar i världen, därför samarbetar Världsnaturfonden, WWF, med International Gorilla Conservation Programme, IGCP, för att säkra bergsgorillornas framtid genom att ge stöd till de myndigheter som ansvarar för nationalparkerna. Detta projekt innebär forskning som tryggar artens överlevnad, turistplanering samt samarbete med kringboende lokalbefolkning. Även i Bwindi finns ett separat projekt där de arbetar med områdesskydd och studier av den unika skogsmiljön.
Däremot är Drottning Elizabeths nationalpark hem till trädklättrande lejon. I vanliga fall klättrar lejon endast i träd när de jagas av andra lejon eller bufflar. Dock så klättrar de avsiktligt upp i träden i nationalparken för att vila i träden under eftermiddagen, när solen står högt, vilket är ett unikt fenomen för Uganda. Det har bara funnits få liknande iakttagelser vid Lake Manyara nationalpark i Tanzania.
Även ornitologi är en stor dragkraft för turister. I Uganda finns det sumpmark som är hem åt många fåglar, bland annat träskonäbb, afrikansk jaçana och olika storkarter. I Bwindi finns det över 350 fågelarter, varav 23 fågelarter är endemiska såsom smaragdglansgök, rödhuvad blånäbb och vitstjärtad elminia.

### Båt och vattensporter
Med dess fördelaktiga läge vid Afrikas stora sjöar, har Uganda en salig blandning av platser som är populära besöksmål för turister. Viktoriasjön, Mburosjön, Bunyonyisjön, Kazinga kanalen och Nilen är perfekta platser att genom båt utforska bufflar, flodhästar, krokodiler samt fåglar som lever längs med stränderna. Även sportfiske är en vanligt förekommande aktivitet. Fiskar såsom nilabbore och tilapia kan fiskas i specifika områden i Mburosjön och längs med Nilens stränder. Dessutom går det att paddla kanot vid Bunyonisjön.

### Bergsklättring och fotvandring
Uganda har många möjligheter för bergsklättring, fotvandring och promenader i naturen. Ruwenzoribergen nära gränsen till Kongo-Kinshasa har den snötäckta Ngaliematoppen (5119m), vilket är det tredje högsta berget i Afrika. Mount Elgon i östra Uganda erbjuder många möjligheter för fotvandring och bergsklättring, dessutom finns här en av världens största vulkankratrar.